# مطرانية الأرمن الكاثوليك البطريركية في القدس وعمان
مطرانية الأرمن الكاثوليك البطريركية في القدس وعمان هي السلطة التبشيرية قبل الأبرشية للكنيسة الأرمنية الكاثوليكية (كاثوليكية شرقية، طقوس أرمنية باللغة الأرمنية) في الأرض المقدسة (فلسطين / إسرائيل) والأردن.
وهي تابعة بشكل مباشر لبطريرك كيليكية الأرمنية الكاثوليكية، وليست جزءاً من ولايته أو أي مقاطعة كنسية.
تعتبر الكاتدرائية الأسقفية من مواقع التراث العالمي كنيسة سيدة الأحزان بالقدس.

## السوابق
في السابق، كانت المنطقة تتمتع بوضع أدنى من النيابة البطريركية داخل بطريرك الأرمن الكاثوليك في أبرشية قيليقية (مقرها بيروت).
النواب البطريركيون في القدس
- المونسنيور جيوفاني جاماسارجان (1973 – 1978)
- الأب جوزيف تشادارفيان (1978 – 1986)
- الأب جوزف دبس (1986 – 1991 انظر أدناه)

## تاريخ
- أنشئت في 1 تشرين الأول (أكتوبر) 1991 باعتبارها إكسرخسية بطريركية في القدس.
- وفي عام 1998 تم تخفيض رتبتها كإقليم تابع لبطريرك عمان والقدس تحت نفس النظام العادي
- تمت ترقيته في عام 2001 ليصبح إكسرخسية بطريركية في القدس وعمان

## العاديين
(كل الطقوس الأرمنية)
البطريركية في القدس
- الأب جوزيف دبس (انظر أعلاه 1991 – 1992)، النائب البطريركي الأخير للأرمن في القدس (1986 – 1991).
- الأرشمندريت جوزيف روبيان (1992 – 1995)
- أندريه بيدغلويان، معهد الإكليروس البطريركي في بزمار (ICPB) (1995 - 1998 انظر أدناه)، سابقًا أسقف كومانا أرمينيا الفخري (24 يوليو 1971 - الوفاة 13 أبريل 2010) وأبرشية قيليقية المساعدة للأرمن (بطريركية، في لبنان) (24.07.1971 - 05.11.1994)، أيضاً المدبر الرسولي للقامشلي للأرمن (سوريا) (1988 - 1989)

البطريركية في القدس وعمان
- كيفورك خزوميان (2001 – 2006.03.15)، وهو أيضاً أسقف مرقس الفخري للأرمن (2002.01.22 – 2006.03.15)؛ لاحقاً مساعد رئيس أسقفية إسطنبول للأرمن (تركيا) (2015.03.2006 – 21.05.2014)
- المونسنيور. رافاييل فرانسوا ميناسيان (2006 – 2011.06.24); لاحقًا رئيس أساقفة قيصرية كابادوكيا للأرمن (2011.06.24 - 2021.09.23)، رئيس أساقفة أوروبا الشرقية للأرمن (أرمينيا) (2011.06.24 - 2021.09.23) وكاثوليكوس بطريرك كيليكيا للأرمن الكاثوليك بدور رافائيل بيدروس الحادي والعشرون ميناسيان (2021.09.23)
- المونسنيور. جوزيف أنطوان كيليكيان (2011.08.08 – تقاعد 2014)
- المدبر الرسولي المونسنيور. كيفورك نورادوغويان (دانكاييه) (30/04/2014 - 25/11/2015) (لا يوجد مكتب آخر)
- كريكور-أوكوسدينوس كوسا (25.11.2015 - 10.05.2019)؛ أبرشية الأرمن بالإسكندرية سابقاً (الإسكندرية، مصر) ([2003.09.09] 2004.01.07)

## روابط خارجية
- GCatholic مع روابط السيرة الذاتية الحالية
- الكاثوليكية hierarchy.org